# 724

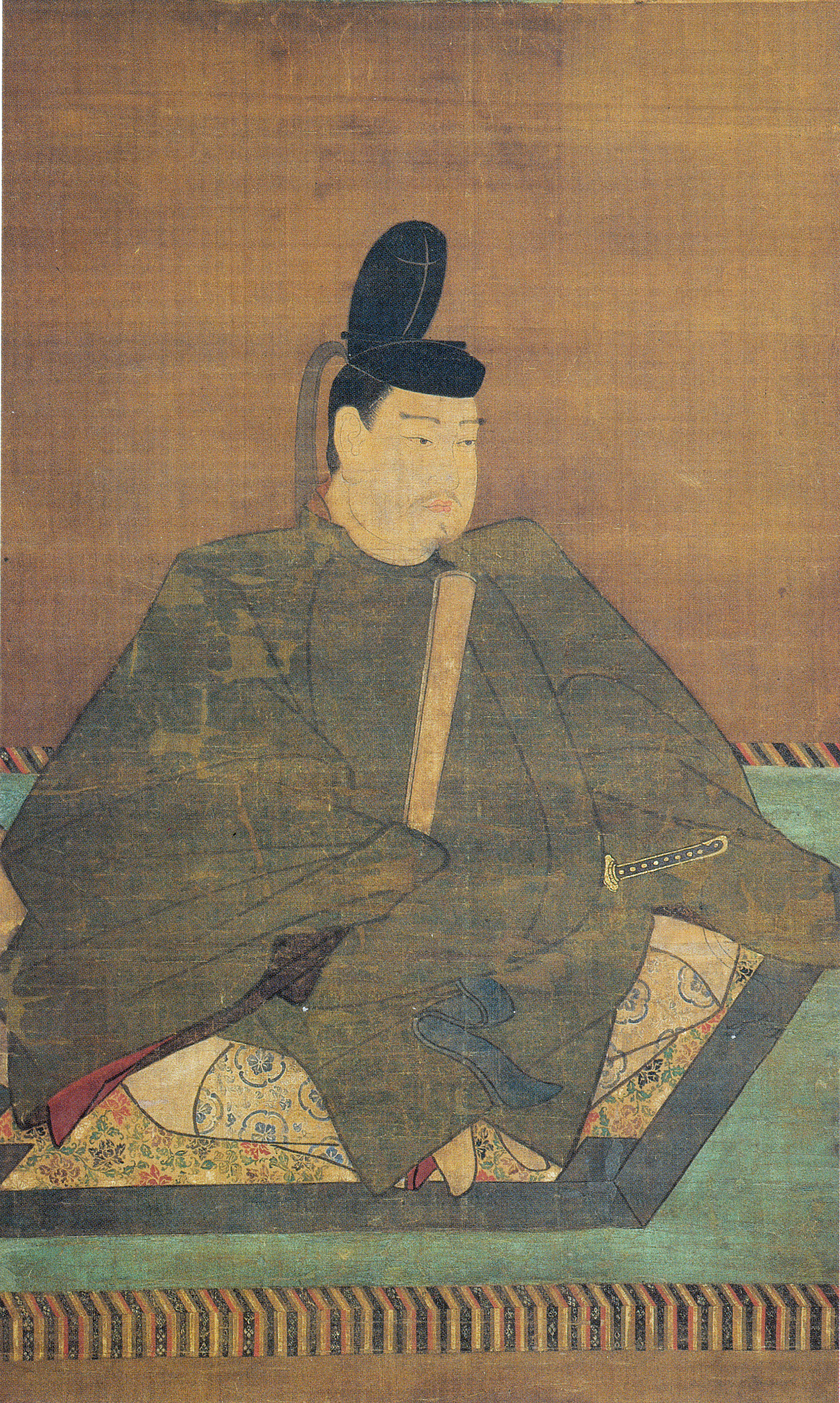
Keizer Shomu van Japan (701-756)

Het jaar 724 is het 24e jaar in de 8e eeuw volgens de christelijke jaartelling.

## Gebeurtenissen

### Europa
- Raganfrid, voormalig hofmeier van Neustrië en Bourgondië, komt in opstand tegen Karel Martel. Hij wordt verslagen en zijn zonen worden in gijzeling genomen in ruil voor het behoud van zijn landerijen in Anjou.
- Hertog Theodo III van Beieren overlijdt en wordt opgevolgd door zijn zoon Hugbert. Hierdoor ontstaat er onenigheid over de troonsopvolging, Karel Martel probeert meer gebied in te lijven bij het Frankische Rijk.

### Arabische Rijk
- 26 januari - Kalief Yazid II overlijdt aan tuberculose na een regeerperiode van 4 jaar. Hij wordt opgevolgd door zijn broer Hisham als heerser van het Omajjaden-kalifaat.
- Kroonprins Al-Walid ibn Yazid laat ten noorden van Jericho (huidige Palestina) een winterpaleis bouwen voor zijn oom Hisham.

### Japan
- 3 maart - Keizerin Genshō treedt af ten gunste van haar 23-jarige neef Shomu. Hij volgt haar op als de 45e keizer van Japan.

## Religie
- Pirminius, Visigotische monnik, sticht op het eiland Reichenau (Baden-Württemberg) een klooster, de Abdij van Reichenau.

## Overleden
- Egidius de Eremiet, Frankisch abt
- Rotrude, echtgenote van Karel Martel
- Theodo III, hertog van Beieren
- 26 januari - Yazid II (36), Arabisch kalief